# Авиљана
Авиљана (итал. Avigliana) је насеље у Италији у округу Торино, региону Пијемонт.
Према процени из 2011. у насељу је живело 9099 становника. Насеље се налази на надморској висини од 400 м.

## Географија
| Клима (Авиљана)             | Клима (Авиљана) | Клима (Авиљана) | Клима (Авиљана) | Клима (Авиљана) | Клима (Авиљана) | Клима (Авиљана) | Клима (Авиљана) | Клима (Авиљана) | Клима (Авиљана) | Клима (Авиљана) | Клима (Авиљана) | Клима (Авиљана) | Клима (Авиљана) |
| Показатељ \ Месец           | .Јан.           | .Феб.           | .Мар.           | .Апр.           | .Мај.           | .Јун.           | .Јул.           | .Авг.           | .Сеп.           | .Окт.           | .Нов.           | .Дец.           | .Год.           |
| --------------------------- | --------------- | --------------- | --------------- | --------------- | --------------- | --------------- | --------------- | --------------- | --------------- | --------------- | --------------- | --------------- | --------------- |
| Апсолутни максимум, °C (°F) | 1,6 (34,9)      | —               | —               | —               | —               | —               | —               | —               | —               | —               | —               | —               | 1,6 (34,9)      |
| Количина падавина, mm (in)  | 32 (12,6)       | 72 (28,3)       | 42 (16,5)       | 55 (21,7)       | 144 (56,7)      | 106 (41,7)      | 53 (20,9)       | 83 (32,7)       | 114 (44,9)      | 118 (46,5)      | 72 (28,3)       | 19 (7,5)        | 910 (358,3)     |
| [ тражи се извор ]          |                 |                 |                 |                 |                 |                 |                 |                 |                 |                 |                 |                 |                 |

## Становништво
Према резултатима пописа становништва 2011. у општини је живело 12.129 становника.
| 1931. | 1936. | 1951. | 1961. | 1971. | 1981. | 1991.  | 2001.  | 2011.  |
| ----- | ----- | ----- | ----- | ----- | ----- | ------ | ------ | ------ |
| 4.819 | 5.107 | 5.287 | 6.759 | 8.846 | 9.180 | 10.032 | 11.070 | 12.129 |

## Партнерски градови
- Tresserve